# Нектарій І Єрусалимський
Нектарій (в миру Ніколаос Пелопідіс, 1602 — 14 липня 1676)  — патріарх Єрусалима з 1661 по 1669 роки.

## Біографічні дані
Він народився в Венерато в провінції Теменос на Криті в 1602 (або 1605) р., а його батько був родом із Пелопоннесу. Навчався в Ханьї поруч із Мелетіосом Макрісом, учителем синайської школи. Навчався в Синайському монастирі, де постригся в ченці й прийняв ім’я Нектарій. У віці 35 років він навчався в Афінах біля неоаристотеліанця Теофіла Корідалея і таким чином став одним із найосвіченіших священнослужителів XVII століття.
У 1660 році, повернувшись з Константинополя до Синайського монастиря, він був обраний ігуменом монастиря. А по дорозі в Єрусалим на висвячення, йому повідомили, що він був обраний Патріархом на засіданні Синоду в Константинополі 25 січня 1661 р., на якому також розглядалося питання про кваліфікацію Патріарха Єрусалимського./
Він був інтронізований у квітні 1661 року. Його описують як більш теоретичну людину, тому його правою рукою в управлінні Єрусалимською церквою був архідиякон, а пізніше його наступник Досифей. Через рік після обрання, за звичаєм того часу, він розпочав гастролі зі збору коштів. Він поїхав до Молдавії та Угорщини, повернувшись до свого місця в 1665 році з чудовими сумами та цінними реліквіями для церкви Воскресіння: дорогоцінним хрестом у людський зріст, футляром для священного дерева, футлярами для святих мощей і святих посудин. Потім він захищав права Патріархату від іноземців (переважно латинян).
У 1668 році він попросив звільнити його від своїх обов'язків у зв'язку з похилом віку, а 23 січня 1669 року архієпископ Кесарії Досифей був обраний його наступником Синодом, який збирався в Константинопольському Гробі Господнього під його президентством. Сам він залишився в Єрусалимі, навіть брав участь у Єрусалимському синоді 1672 року.
Помер 14 липня 1676 року.

## Його праці
Нектарій написав твір проти папського Протея, в якому зібрав те, що час від часу писали письменники Східної Церкви, щоб це спростувати. Його опублікував у 1682 році в Яссах його наступник Досифей.
Завдяки зусиллям Нектарія в 1662 році в Нідерландах грецькою мовою було видано Expositio fidei, відоме як «Православне сповідання» Петра Могіласа, опис православ’я у формі запитань і відповідей, затверджених східними патріархами в 1643 році.